# Lingelsheimia sylvestris
Lingelsheimia sylvestris är en emblikaväxtart som först beskrevs av Radcl.-sm., och fick sitt nu gällande namn av Radcl.-sm.. Lingelsheimia sylvestris ingår i släktet Lingelsheimia och familjen emblikaväxter. IUCN kategoriserar arten globalt som starkt hotad. Inga underarter finns listade i Catalogue of Life.